# パート・オブ・ユア・ワールド
「パート・オブ・ユア・ワールド」（英語: "Part of Your World"）は ディズニーのアニメーション映画『リトル・マーメイド』（1989年）のために書かれた曲である。ハワード・アシュマンが作詞を行い、アラン・メンケンが作曲した。「パート・オブ・ユア・ワールド」は、アメリカの女優で歌手のジョディ・ベンソンが主人公の人魚姫アリエルの役で披露する。アリエルの人間になりたいという強い熱望を表現したパワーバラードで、その歌詞には人魚になじみのない人間に関連する言葉の代わりに仮称が使われている。この曲は、アリエルが溺れているエリックを助けた後に再び歌われる。エリックは人間の王子でアリエルが恋に落ちた人物である。
ブロードウェイとシアトルミュージカルの影響を受けたアシュマンは、『リトル・マーメイド』は"I Want" song があれば大いに良くなるだろうと強く信じていた。"I Want" songとは、主人公が物語の結末までに果たしたいことを歌うミュージカルナンバーの一つである。監督のロン・クレメンツとジョン・マスカーは元々アシュマンに、アリエルが王子エリックへ抱くロマンチックな感情を表現する曲を書くように頼んでいた。しかし作詞家アシュマンは、アリエルが人間の世界に魅了されている様子を描いた歌が映画の構想に適していると感じた。アシュマンは「パート・オブ・ユア・ワールド」を録音するため、ミュージカルの『スマイル』（1986年）で一緒に作品を作ったことがあるベンソンを雇い、ベンソンが望ましいパフォーマンスを発揮できるように、密に働いた。ディズニーの重役のジェフリー・カッツェンバーグは、「パート・オブ・ユア・ワールド」が幼い子供には退屈に感じると考え、初めのうちはこの曲を映画の決定版から取り除くように依頼していた。しかし、アシュマン、クレメンツ、マスカー、アニメーターのグレン・キーンは「パート・オブ・ユア・ワールド」は物語において不可欠だとカッツェンバーグを最終的に納得させ、その後の試写会で観客に好評だったため、取り除かれずに済んだ。
「パート・オブ・ユア・ワールド」は映画と音楽両方の評論家の賞賛を集め、音楽評論家は楽曲のクオリティやベンソンの歌のパフォーマンスを称賛した。複数の出版メディアはこの曲が今まで書かれたディズニー楽曲の中で最も素晴らしい曲の1つであると認め、このバラードの成功によって"I Want"songが将来のアニメミュージカル映画の定番曲となったと信じている。批評家はエンパワーメント要素のある歌詞を、過保護な親からの独立を求めることからフェミニズムまで幅広く様々な解釈をしている。 ベンソンの代表曲になったことに加えて、「パート・オブ・ユア・ワールド」はベンソンがライブパフォーマンスを続け、様々なジャンルのアーティストによって広くカバーされた。例にフェイス・ヒル 、ジェシカ・シンプソン、スカイ・スウィートナム、マイリー・サイラス、ブルーノ・マーズ、カーリー・レイ・ジェプセン、ジェシー・J、オリビア・ニュートン＝ジョン、サラ・バレリスが挙げられる。舞台俳優のシエラ・ボーゲスは、ブロードウェイ・ミュージカル版『リトル・マーメイド』のアリエルを最初に演じ「パート・オブ・ユア・ワールド」を披露した。ハリー・ベイリーは2023年に実写版『リトル・マーメイド』でアリエル役を演じ「パート・オブ・ユア・ワールド」を歌った。

## 作曲の経緯
1986年に作曲された。「パート・オブ・ユア・ワールド」は作詞家のハワード・アシュマンと作曲家のアラン・メンケンが最初に『リトル・マーメイド』のために書いた曲であった。しかしながらメンケンはこの曲の最初の構想時点ではアシュマンと組む作曲家としてはまだ候補にあげられていなかった。ブロードウェイで最も成功したミュージカル群に影響されたアシュマンは、『リトル・マーメイド』の物語は少なくとも1曲、ヒロインの「内面の考えを綴る日記」として機能する歌があれば効果的になると考えていた。最初からアリエルがグロットで歌う歌として構想されており、監督と脚本家のロン・クレメンツとジョン・マスカーは当初アシュマンにアリエルがエリック王子の像に対して恋心を歌いかける曲を書いてほしいと頼んでいた。しかしながらアシュマンは、アリエルが人間世界に見せられていることを描く歌に変更したほうがより強力だと示唆した。アシュマンは映画作家たちに対して、「パート・オブ・ユア・ワールド」はアリエルの"I Want" songになると説明し、ヒロインのキャラクターや旅に観客の興味を引きつけるべく、ヒロインが自分の夢について歌う舞台ミュージカルの場面とこの歌を比較した。メンケンは、『リトル・マーメイド』以前のディズニースタジオの映画には明確な"I Want" songが含まれていないと考えていた。このため「パート・オブ・ユア・ワールド」はディズニー映画のために初めて意図的に書かれた"I Want" songということになる。しかしながらディズニープリンセスは厳密に言うと『白雪姫』（1937年）や『シンデレラ』 （1950年）の時点から"I Want" songを歌っている。この曲と自作のミュージカル『リトル・ショップ・オブ・ホラーズ』（1982年）の曲「夢の咲く家」（"Somewhere That's Green"）の構造的類似を認め、この曲は「夢の咲く家」の「水中バージョン」のようだと考えられるため、作者たちは「パート・オブ・ユア・ワールド」に "Somewhere That's Dry" というあだ名をつけている。さらにアシュマンはブロードウェイミュージカルである『スマイル』（1986年）のために作曲家のマーヴィン・ハムリッシュと組んで「ディズニーランド」という曲を書いていたが、この曲ではアリエルに似た若い女性がつらい子ども時代から逃避する手段としてディズニーのアンソロジーシリーズを定期的に見ているということを歌っている。メンケンはこのバラードの最初の部分のために作ったモチーフを曲のお気に入りの部分だと述べている。アシュマンはマンハッタンのグリニッジビレッジにある自分のアパートでクレメンツとマスカーに初めてこの曲を聴かせた。アシュマンと監督が会うのはまだ2回目、メンケンと会ったのは初めてで、通常はメンケンがリードボーカルを歌うという通例に反して、この時はアシュマンが自らアリエルのメロディを歌うのにメンケンがピアノで伴奏した。マスカーたちはアシュマンのデモに心を動かされた。
クレメンツとマスカーはこの曲を楽しく聞いたが、アシュマンは歌詞について非常に詳しい指定をしており、意見が衝突することもあった。マスカーはとくにあまりにも政治的に聞こえてイリノイ州知事ダン・ウォーカーを想起させるということで"I wanna be where the people are"（あの人たちがいるところに行きたい）という行を変えたがり、"the" を除去するよう示唆した。この示唆に愕然とし、アシュマンは "where" が伸ばしすぎにならないよう行を変更しないことを主張し、マスカーは結局自分の示唆は「ばかげている」と認めた。アシュマンはこの曲について非常に防御的で監督たちの示唆はほとんど拒否するのが常であったが、アリエルがグロットに集めた物を "fine china"「すてきな磁器」や "books bound in leather and gold"「皮や金で装丁した本」のような地上の言葉で描写する歌詞については変えることに同意し、あまり教養のないカモメのスカットルから人間について教わった人魚がもっと知っていそうな言葉に置き換えた。アシュマンの改訂によって "thingamabobs" や "whozits and whatzits" のようなより面白おかしい歌詞が生まれ、"Part of Your World" が映画の軽いトーンともっとよくあうようになった。アリエルが二度目に歌うバージョンの『パート・オブ・ユア・ワールド（リプライズ）』("Part of Your World (Replise)")を、キャラクターが "I’ll never be…part of that world"（あの世界には決して...行けない）と歌う悲しい嘆きの歌として構想していた。クレメンツとマスカーはそうではなく、リプリーズはエリックの世界の一部になりたいという夢を追うと決めたアリエルの決然とした性格を伝えるべきだと主張した。アシュマンはリプライズ版をもっとポジティブなアンセムにすることに同意し、アリエルと父であるトリトン王の間の葛藤を深めるきっかけを作品に提供した。アシュマンが歌の両方のバージョンをすすんで書き換えることにしたので、監督は嬉しい驚きを味わったという。
アシュマンは『スマイル』を演出した際に初めて女優で歌手のジョディ・ベンソンに会った。ベンソンはミュージカルで "Disneyland" も披露していた。この演目は予定より早く終演した。その後にアシュマンは『スマイル』の全女性キャストを『リトル・マーメイド』のオーディションに招き、オーディションでは "Part of Your World" を使用したが、オーディション中のプロジェクトの名前は伝えなかった。アシュマンはベンソンに "Part of Your World" のデモを一部発送し、オーディションの準備のためベンソンはこれを公衆トイレで聴いたという。それからベンソンはキャスティングディレクターのアルバート・タヴァレスとオープンリールで曲の短いサンプルを録音した。ベンソンはこれをディズニーに送った。マスカーとクレメンツに候補者の名前が知られないよう、全てのオーディションテープは歌い手の名前が知られない状態に置かれたが、監督たちが結局ベンソンのテープをアリエルの声に選んだ時にアシュマンは喜んだ。テープを提出した1年後にベンソンはこのことを知らされた。ベンソンにとって最初の声の出演となり、スタジオのマイクにきちんと音を投げられるよう入念な訓練を受けねばならなかった。アシュマンが歌を歌うのではなくモノローグを朗唱するようなアプローチを指示してきた後、ベンソンは "Part of Your World" の録音プロセスにいくぶん困難を感じた。「歌声でぶっとばす」のを望んでいたので、ベンソンはいらついた気分になったが、それにもかかわらずアシュマンが自分の歌詞をどう歌ってほしいか確実に伝えてきたのは、自分のパフォーマンス全体にとって良い影響を与えるものだと感じた。アシュマンは録音プロセスの間ずっとベンソンとブースにいて、ベルトせずリアリズムと強さをこめて歌い、歌詞を歌う時には言葉をささやくようにアドバイスした。これはベンソンが時として歌いすぎ感のある歌い方をして苦労していたからであった。録音は1989年8月16日に行われた。映画作家にとってブースから演者を監督するのは珍しいことで、このためアシュマンはマイクで自分の動きが拾われてしまうのを避けるよう注意深く動かなければならなかった。ベンソンによると、アシュマンの息がまだ多少、最終トラックにも残っている。最初はベンソンはアリエルの「おてんばと憧れ」をとらえるのに苦労していた。このためベンソンは水面下にいるような気分を再現できるようスタジオの明かりを暗くしてほしいと要請した。メンケンとアシュマンはわざとベンソンの「完璧に歌われていない」レコーディングセッションから音を選び、これは持続不足のビブラートに欠けた不正確な音符や話し言葉を含んでいるが、これは作曲者たちがベンソンのパフォーマンスをできるだけ「リアル」に聞こえるようにしたかったからである。

## 楽曲

### 音楽
キーはヘ長調で、 "moderately bright" 「適度に明るく」、テンポは135である。「パート・オブ・ユア・ワールド」は、憧れに満ちたダウンテンポのブロードウェイとミュージカルに影響を受けたパワーバラードで、徐々にクレッシェンドして「見事な」結末へと至り、ベンソンの「パワフルなパフォーマンス」によって支えられている。雑誌『ヴァラエティ』のアンドルー・ベイカーは「パート・オブ・ユア・ワールド」を「ゆっくりと盛り上がるブロードウェイスタイルのショーストッパー」で「忙しなく洗練された歌詞は、切ないサビ前、力強く歌い上げるリフレインへと、軽やかに展開していき」「ドラマチック」なヴァイオリンをオーケストラに組み込んでいると要約した。「ビックバラード」と評され、アシュマンの地上の生活を恋しく思う歌詞と、メンケンの「舞い上がるメロディー」が組み合わさっている。「舞い上がるメロディー」は流れる水の音に似た音楽的主題から始まり、D23（ディズニーの公式ファンクラブ）が「鈴の音のようなピアノの打鍵」と表現した。演奏も歌も情熱と切なさで満たされている。
ボーカルの点では、ベンソンは「パート・オブ・ユア・ワールド」をベルトを用いて歌うのではなく、囁く「強烈な」声で歌っている。しかし歌声は「自分自身よりも大きい」とも表現される。この曲の音域はC4からC5までのぴったり1オクターブしかない。その限られた音域だからこそ、ベンソンはセリフから歌声を楽に切り替え、まるで普通の会話のように声量を上げたり下げたりできている。「軽く、セリフが主体の「ミックス」」を使って歌うことに加えて、ベンソンは｢はやく軽いセリフや女の子らしいアクセント｣も組み込んでいる。スクリーン・ラントのターナー・ミントンによると、ベンソンの歌声は「楽曲に荒々しさを加え、アリエルの声に熱意の深みを与え、本物のパフォーマンスを生み出している。」これは、情熱、強さ、誠実さ、不安、感情、無知が組み合わさったボーカルトラックを表現することで成し遂げているとされる。また「欲しいものを諦めきれない願い」と表現される。Bustleのエマ・ロードは、ベンソンは歌を「おてんばさと憧れ」のコンビネーションを使って歌っているとした。しかし、エリックと出会った直後に歌われる「パート・オブ・ユア・ワールド（リプライズ）」の最終行はオリジナルよりも「少しだけ想いを込めて」歌われ、"I don't know when, I don't know how/But I know something's starting right now"（いつ、どうやってかはわからない/でも、ここで何かが始まっているの）と宣言している。「パート・オブ・ユア・ワールド」と「夢の咲く家」（"Somewhere That's Green"）には音楽的に似ている部分がある。「夢の咲く家」はアシュマンとメンケンによるミュージカル『リトル・ショップ・オブ・ホラーズ』の楽曲で、特に歌詞の "part of your world" （世界の一部）と "somewhere that’s green"（緑が豊かなどこか） は歌い方に類似点がある。「パート・オブ・ユア・ワールド」は「何か新しく異なるものを望む」という共通のテーマを持っていることから、『オズの魔法使』の劇中歌であるジュディ・ガーランドの「虹の彼方に」とも比較される。ヴァイスの筆者の1人であるカイル・ターナーは「パート・オブ・ユア・ワールド」と「虹の彼方に」両曲を、「自分が夢見る夢［…］が本当に叶う場所を願う」ゲイアンセムであるとした。一方で、雑誌『ヴァラエティ』はこのバラードと舞台ミュージカル『レ・ミゼラブル』（1980年）のいくつかの曲には類似点があるとした。 
ブロードウェイ版では、アリエル役のシエラ・ボーゲスが歌う。ト長調で演奏され、オリジナルより1音高い。ボーゲスの歌声はD4からD5に及ぶ。
2023年に公開された実写版の『リトル・マーメイド』はハリー・ベイリーがアリエル役として歌った曲を使用している。

### 歌詞分析
曲名に使われているにも関わらず、「your」という単語はリプライズ版の最終行で歌われるまで一度も使われない。 曲の冒頭の前にモノローグが入る  。『マリ・クレール』のリンジー・ロマンによると、アリエルは「プリンセスとしての特権（「私は何もかも持っている女の子だと思うでしょ？」）を認めること」からバラードを始め、その後にさらに多くを望んでいると認める。同様にKQED寄稿者のエマニュエル・ハプシスは、「特権と栄誉がある生活にも関わらず、アリエルは自分の中に深い孤独がまだあることを悲しんでいる」と書いた。冒頭には"Look at this stuff, isn't it neat? Wouldn't you think my collection's complete? Wouldn't you think I'm the girl/The girl who has everything?"（これを見て、素敵じゃない？私のコレクションは完璧だと思わない？私は全てを持っている女の子だと思わない？）という独り言がある。「パート・オブ・ユア・ワールド」は、愛と対立する「発見の人生への願い」と「知的好奇心への願い」である。"gadgets"（小道具）、"gizmos"（機械）、"whosits"（何とかさん）、"whatsits"（何とかというもの）といった「ナンセンスな表現」を使って様々な地上の人工物を表現している。
歌詞はいくつかの「ツイストとターン」を使用していて、歌っている者の人間界への魅了と人間界を歩きたいという熱望を描写するためにとても特徴的な歌詞が使われている。"walking around on those what-do-you-call-them?... feet" （あれで歩くなんて呼ぶんだっけ…足）や"Up where they walk, up where they run/Up where they stay all day in the sun/Wanderin' free, wish I could be/Part of that world"（人が歩く場所に上がって、人が走る場所に上がって/一日中太陽の下にいる世界に上がって/自由に彷徨い、なれたらいいのに/あの世界の一部）という歌詞が含まれる。「パート・オブ・ユア・ワールド」の「エンパワーメント的な」歌詞は恐怖に直面すること、自分自身を信じること、新しい人生経験を願うことなどのメッセージを伝えている。このバラードはベルトの技術を用いて "When's it my turn?　Wouldn't I love, love to explore that shore up above?　Out of the sea / Wish I could be / Part of that world... （私の番はいつ？　海の上のあの海岸を探検してみたくない？　あの世界の一部になれたらいいのに… ）」で終わる。
Bustleのトレーシー・ダイは「人生と恐怖に直面することに関する7つの教訓」に加えて、この歌は他の機会を追うことの重要さ、「物質的なモノがあっても満たされることはない」 という信条、新しい人間関係と友情を築くこと、新しい環境を探検すること、ガールパワーの概念を補強すると書いた。バズフィードのアイリン・ゼイファーは「パート・オブ・ユア・ワールド」は「自分が部外者だと感じたことがあり、自分が属したいと思える場所を探している人すべてにとってのアンセム」と表現した。デイリー・ドットのエイジャ・ロマーノは、このバラードは「過保護な親から逃げ出して世界を探検したいという全ての少女の願い」を反映していると考えている。『コスモポリタン』のレベッカ・ローズも同じ気持ちで、「自分が憧れる何かの一部になりたいという全ての少女の嘆き」と表現した。ヒットフィックスのドナ・ディッケンはこの歌詞は「息が詰まる親の期待から自由になる憧れ」についてであると賛同した。『ビルボード』のライターのテイラー・ウェザビーは「パート・オブ・ユア・ワールド」は「生きられない人生を空想する」曲で、多くの人々がつながりを感じるものだと認識した。KXKXのデリック・ギルは、この曲は伝統的な言い伝えの「隣の芝生は青いのか？」にも基づいていると信じている。
「複数の層がある」歌詞が特徴の「パート・オブ・ユア・ワールド」は様々な解釈の題材とされてきた。一般的な解釈は、過保護な子育てからの独立を探す冒険的な若者から、ジェンダーに関連するより深い意味や、「異なる種類の社会」の一員になることへの憧れにまで及ぶ。 全体的にはこの歌が伝える感情はエンパワメントの要素を保っている。"Bet you on land, they understand/Bet they don't reprimand their daughters/Bright young women sick of swimming, ready to stand"（ きっと陸では理解してもらえるでしょう/娘を叱らないでしょう/立ち上がる準備をしている泳ぐのに飽きた明るい若い娘を）という歌詞はフェミニスト的表現として広く解釈されている。ハプシスはこの歌詩を「スーパーフェミニスト」と表現した。 『スタンダード・イシュー・マガジン』で書いているジェニー・シェルトンは「パート・オブ・ユア・ワールド」は積極的でフェミニストを支持する「プロテストソング」だと分類した。Thought Catalog のゼイロン・バーネット三世は歌詞を「フェミニズム的に聞こえる」と表現した。「パート・オブ・ユア・ワールド」は、女性運動の反動で「女性にとって不確かな時代」の真っ最中である1989年にリリースされたため、「運命に折り合いをつけること、資本主義消費主義で真の解放の夢を鎮めることを命じられた女性のうんざりした10年間の幻滅を表現している。同じように、アリエルが父の父権的な支配によって真の願望を無意味なトロフィーで満たすことを強いられているのである」と信じる評論家もいる。多くの評論家は、この曲の歌詞は社会に受け入れと居場所を求めるLGBT共同体のための寓意像であると考える。バズフィードのクリス・ヘルナンデスは、クローゼットに入っているゲイの人々が「アリエルの今住んでいるものとは大きく異なる世界の一員になりたい憧れ」に共感でき、「その世界には自由がある」と書いた。Tinker Belles and Evil Queens: The Walt Disney Company from the Inside Out の著者ショーン・P・グリフィンは、アシュマンがゲイであることを公表していることをあげて、アシュマンは「ファンタジー、逃避、禁じられたロマンス」を討論することで「異なる世界の間で選択を迫られるゲイのジレンマ」を表現するためにこの曲を使っていると記している。

## 吹き替え

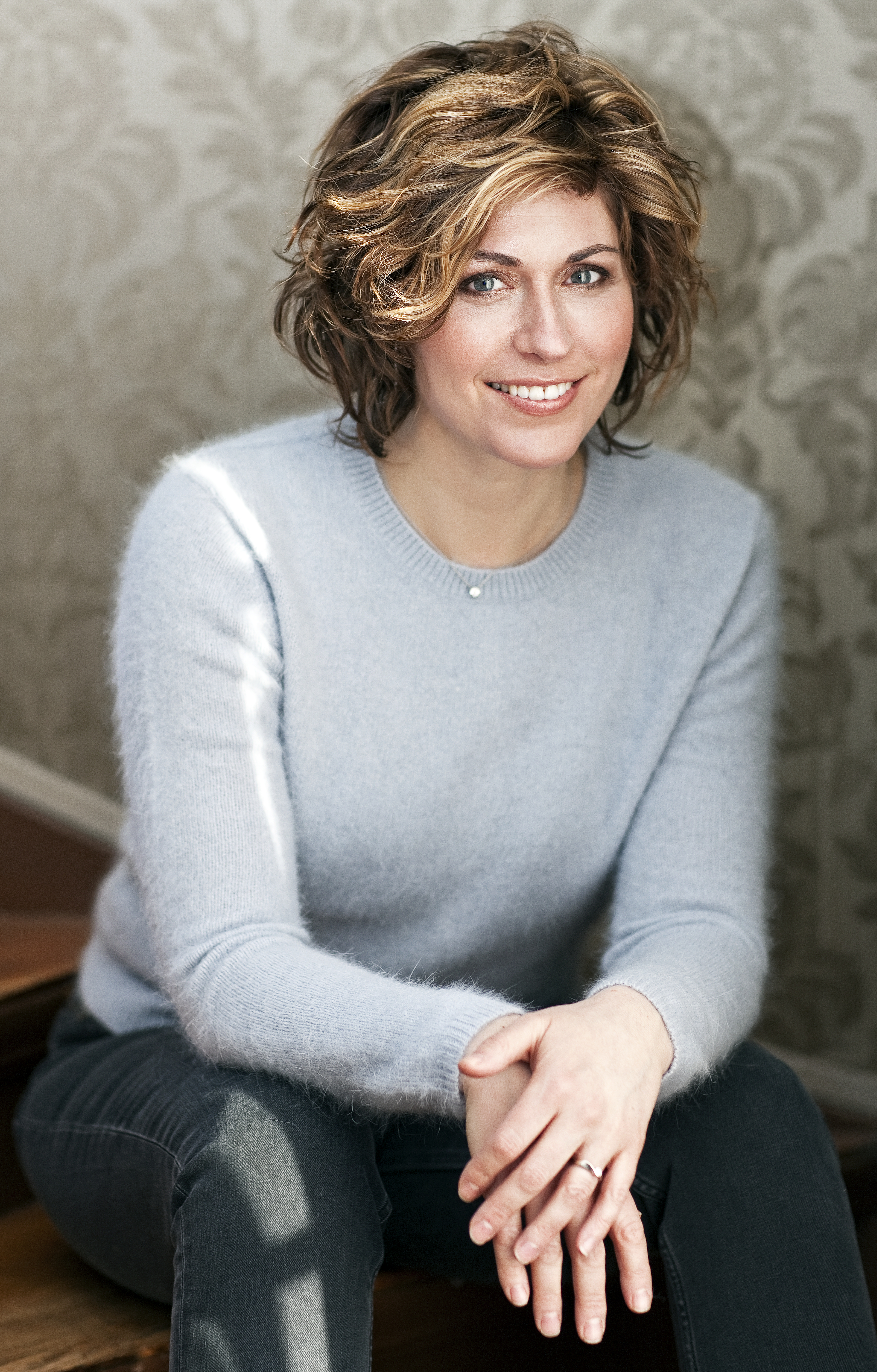
ノルウェーの歌手シセルは「パート・オブ・ユア・ワールド」をノルウェー語版とスウェーデン語版とデンマーク語版で歌って吹き替えた。

『リトル・マーメイド』が1989年に出た際、吹き替え版作成も開始され、1991年までの2年の間に21種類の吹き替え版が作られた。1998年に存在する全ての吹き替えの大幅見直しが行われ、8つは部分的あるいは全面的に再吹き替えされ、第2弾として8つの新しい吹き替え版も発表されて、世界で29の吹き替え版が利用できるようになった。その後さらに11の吹き替え版が加わり、公式吹き替えは40種類となった。
ノルウェーの歌手シセルは北欧の3言語でアリエル役を吹き替えることになり、ノルウェー語版とスウェーデン語版ではアリエル役全てを吹き替え、デンマーク語版では歌のみを吹き替えて1998年には歌の再吹き替えも行った。オーストリアドイツ語版は映画全編ではなくいくつかのキャラクターを吹き替えただけで、歌詞を含む他の部分は1998年に発表されたドイツのドイツ語版が利用された。
1989年から1991年にかけてアリエルをイタリア語で吹き替えたシモーナ・パティトゥッチはディズニーによってヨーロッパ最高のアリエルに選ばれ、2006年にロシア語版を吹き替えたスヴェトラーナ・スヴェティコワは世界最高のアリエルに選ばれた。
2023年にディズニーが韓国でローカライズを行った際、NewJeansのダニエルがアリエル役を韓国語に吹き替えた。

## チャート

### 週間チャート
| チャート (2023)                                              | 最高位 |
| ------------------------------------------------------------ | ------ |
| US Bubbling Under Hot 100 (ビルボード)                       | 19     |
| New Zealand Hot Singles (ニュージーランド・レコード産業協会) | 12     |
| 全英シングルチャート (OCC)                                   | 58     |